# Marquéglise
Marquéglise est une commune française située dans le département de l'Oise, en région Hauts-de-France.

## Géographie

### Localisation
La commune se trouve dans l'aire d'attraction de Compiègne ainsi que dans sa zone d'emploi, et dans le bassin de vie de Ressons-sur-Matz.

### Communes limitrophes
Les communes limitrophes sont  Antheuil-Portes, Margny-sur-Matz, Ressons-sur-Matz, Vandélicourt et Vignemont.
| Ressons-sur-Matz |             | Margny-sur-Matz |
|                  | Marquéglise | Vandélicourt    |
| Antheuil-Portes  |             | Vignemont       |

### Géologie et relief
La superficie de la commune est de 6,76 km2 ; son altitude varie de 47  à   114 mètres.

### Hydrographie

#### Réseau hydrographique
La commune est située dans le bassin Seine-Normandie. Elle est drainée par le Matz,.
Le Matz, d'une longueur de 25 km, prend sa source dans la commune de Canny-sur-Matz et se jette  dans l'Oise à Montmacq, après avoir traversé 17 communes.
Trois étangs et des aménagements d'espaces verts, ainsi qu'un club house, sont aménagés pour les pêcheurs.

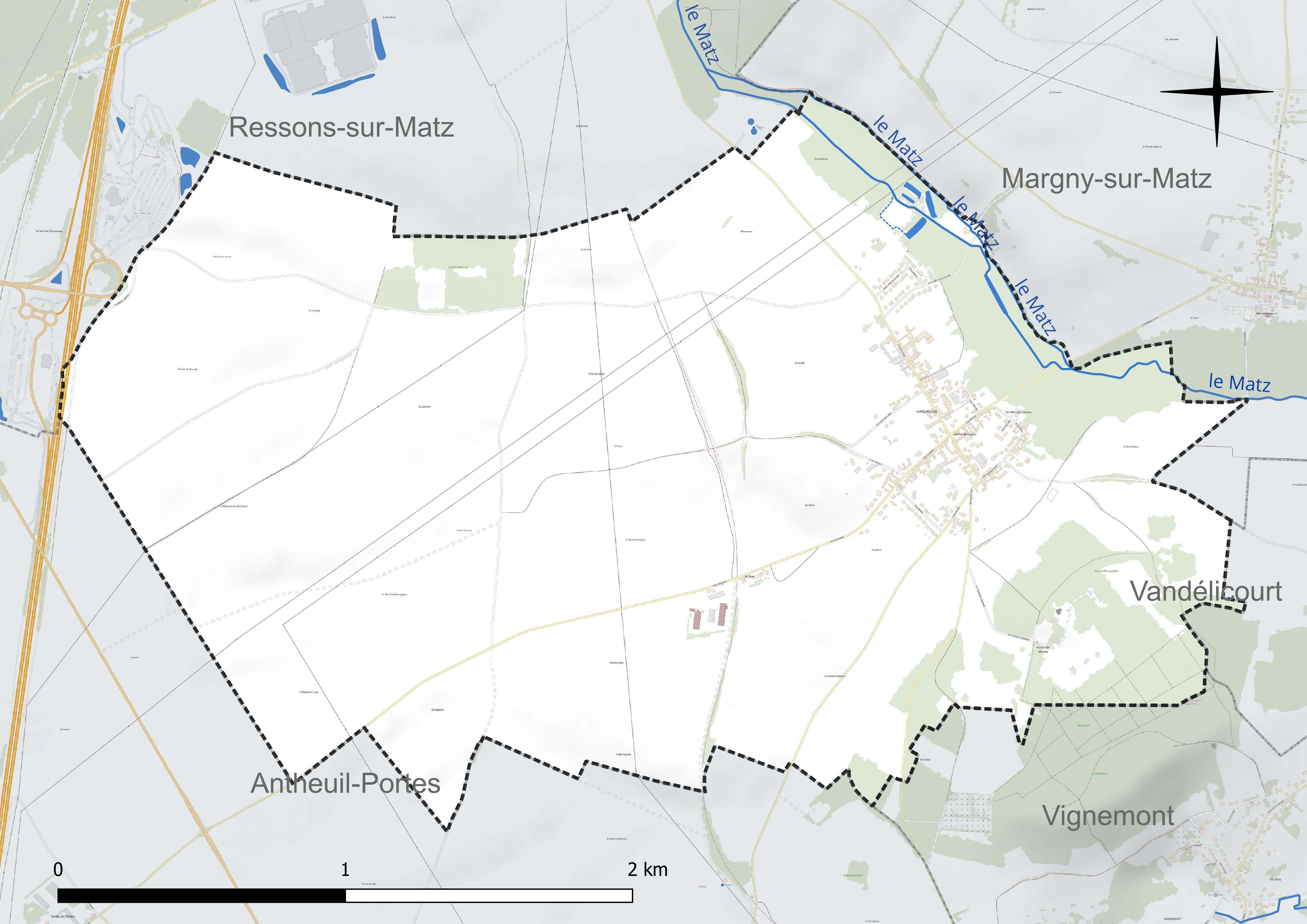
Réseau hydrographique de Marquéglise.

#### Gestion et qualité des eaux
Le territoire communal est couvert par le schéma d'aménagement et de gestion des eaux (SAGE) « Sensée ». Ce document de planification concerne un territoire de 1 013 km2 de superficie, délimité par le bassin versant de l'Oise moyenne. Le périmètre a été arrêté le 24 avril 2017 et le SAGE est, en 2024, encore en élaboration. La structure porteuse de l'élaboration et de la mise en œuvre est le syndicat mixte du SAGE Oise-Moyenne (SMOM).
La qualité des cours d'eau peut être consultée sur un site dédié géré par les agences de l'eau et l'Agence française pour la biodiversité.

### Climat
Pour des articles plus généraux, voir Climat des Hauts-de-France et Climat de l'Oise.
En 2010, le climat de la commune est de type climat océanique dégradé des plaines du Centre et du Nord, selon une étude du CNRS s'appuyant sur une série de données couvrant la période 1971-2000. En 2020, Météo-France publie une typologie des climats de la France métropolitaine dans laquelle la commune est exposée à un climat océanique et est dans la région climatique Nord-est du bassin Parisien, caractérisée par un ensoleillement médiocre, une pluviométrie moyenne régulièrement répartie au cours de l'année et un hiver froid (3 °C).
Pour la période 1971-2000, la température annuelle moyenne est de 10,6 °C, avec une amplitude thermique annuelle de 15 °C. Le cumul annuel moyen de précipitations est de 677 mm, avec 10,9 jours de précipitations en janvier et 8,2 jours en juillet. Pour la période 1991-2020, la température moyenne annuelle observée sur la station météorologique la plus proche, située sur la commune de Margny-lès-Compiègne à 11 km à vol d'oiseau, est de 11,2 °C et le cumul annuel moyen de précipitations est de 633,5 mm,. Pour l'avenir, les paramètres climatiques de la commune estimés pour 2050 selon différents scénarios d'émission de gaz à effet de serre sont consultables sur un site dédié publié par Météo-France en novembre 2022.

## Urbanisme

### Typologie
Au 1er janvier 2024, Marquéglise est catégorisée commune rurale à habitat dispersé, selon la nouvelle grille communale de densité à sept niveaux définie par l'Insee en 2022.
Elle est située hors unité urbaine. Par ailleurs la commune fait partie de l'aire d'attraction de Compiègne, dont elle est une commune de la couronne,. Cette aire, qui regroupe 101 communes, est catégorisée dans les aires de 50 000 à moins de 200 000 habitants,.

### Occupation des sols

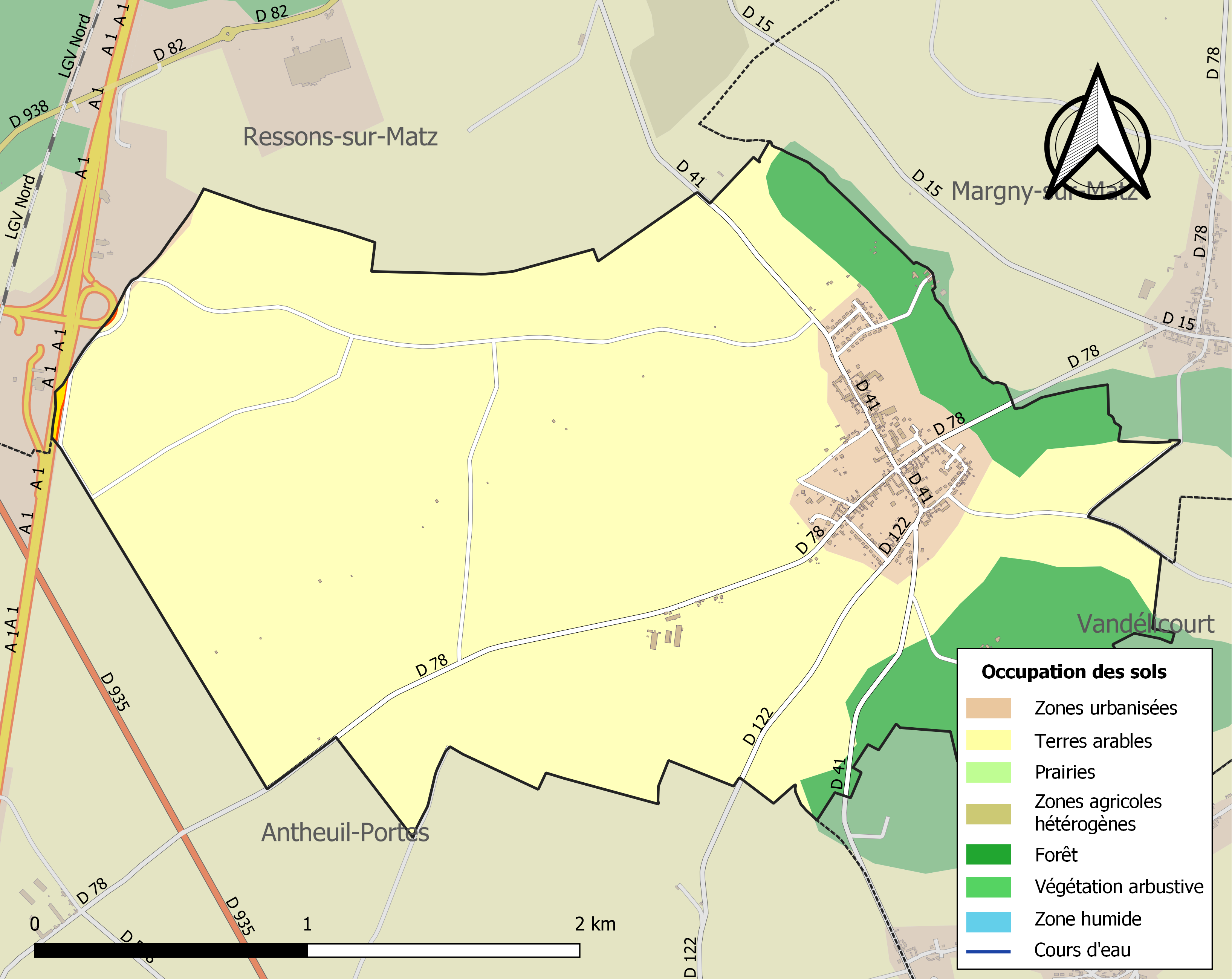
Carte des infrastructures et de l'occupation des sols de la commune en 2018 (CLC).

L'occupation des sols de la commune, telle qu'elle ressort de la base de données européenne d'occupation biophysique des sols Corine Land Cover (CLC), est marquée par l'importance des territoires agricoles (80,6 % en 2018), en diminution par rapport à 1990 (81,5 %).
La répartition détaillée en 2018 est la suivante : 
terres arables (80,6 %), forêts (12,9 %), zones urbanisées (6,5 %), zones industrielles ou commerciales et réseaux de communication (0,1 %).
L'évolution de l'occupation des sols de la commune et de ses infrastructures peut être observée sur les différentes représentations cartographiques du territoire : la carte de Cassini (XVIIIe siècle), la carte d'état-major (1820-1866) et les cartes ou photos aériennes de l'IGN pour la période actuelle (1950 à aujourd'hui).

### Habitat et logement
En 2021, le nombre total de logements dans la commune était de 204, alors qu'il était de 195 en 2016 et de 170 en 2011.
Parmi ces logements, 88,5 % étaient des résidences principales, 2 % des résidences secondaires et 9,5 % des logements vacants. Ces logements étaient pour 97,4 % d'entre eux des maisons individuelles et pour 1 % des appartements.
Le tableau ci-dessous présente la typologie des logements à Marquéglise en 2021 en comparaison avec celle de l'Oise et de la France entière. Une caractéristique marquante du parc de logements est ainsi la faible proportion des résidences secondaires et logements occasionnels (2 %) par rapport au département (2,4 %) et à la France entière (9,7 %).
| Typologie                                               | Marquéglise | Oise | France entière |
| ------------------------------------------------------- | ----------- | ---- | -------------- |
| Résidences principales (en %)                           | 88,5        | 90,5 | 82,2           |
| Résidences secondaires et logements occasionnels (en %) | 2           | 2,4  | 9,7            |
| Logements vacants (en %)                                | 9,5         | 7    | 8,1            |

### Voies de communication et transports
La commune est desservie, en 2023, par les lignes 654, 655, 681, 6303 et 6334 du réseau interurbain de l'Oise.

## Toponymie
Le nom de la localité est attesté sous les formes de Marchateglise (1221) ; Aubertus de Marcatheclise (1238) ; Guidoni de Marcata ecclesia (1242) ; Markateglise (1243) ; Aubert de Markateglize (1271) ; Aelis de Marcateglize (1275) ; Marcatyglise (1280) ; Marquateglyse (1308) ; Marcula ecclesia (1347) ; Marquete eglise (1347) ; Marcateglise (vers 1367) ; Marchata ecclesia (XIVe) ; Marqueta ecclesia (XIVe) ; Mercata ecclesia (XIVe) ; Marquay l'eglise (1454) ; Marcatheglise (1608) ; Marcate Eglise (1602) ; Marquéglise (1664) ; Marcheglise (1667) ; Marque Eglise (1687) ; Val sur Matz (1794).
« (L')église du petit marais », le village se situe dans la vallée marécageuse du Matz.

## Histoire
La localité est située sur la limite ouest de l’ancien Pagus Noviomensis et du diocèse de Noyon.

### Époque contemporaine
La commune est  desservie de 1881 à 1942 par la gare de Marquéglise, sur la ligne de Compiègne à Roye-Faubourg-Saint-Gilles, facilitant le déplacement des personnes et le transport des marchandises.
Lors de la Bataille du Matz, à la fin de la Première Guerre mondiale, Marquéglise subi les ravages de la guerre lors de l’offensive allemande des 9 et 11 juin 1918. Il est libéré après deux mois de bombardements par l’armée française sur la ligne allemande le 10 août 1918. Il a été décoré de la Croix de guerre 1914-1918 le 21 février 1921.
Durant la Seconde Guerre mondiale,  la villa des Vivrets, épargnée durant le conflit précédent, sert de quartier général allemand.

## Politique et administration

### Rattachements administratifs et électoraux

#### Rattachements administratifs
La commune se trouve dans l'arrondissement de Compiègne du département de l'Oise.
Elle faisait partie depuis 1801 du canton de Ressons-sur-Matz. Dans le cadre du redécoupage cantonal de 2014 en France, cette circonscription administrative territoriale a disparu, et le canton n'est plus qu'une circonscription électorale.

#### Rattachements électoraux
Pour les élections départementales, la commune fait partie depuis 2014 du canton d'Estrées-Saint-Denis.
Pour l'élection des députés, elle fait partie de la sixième circonscription de l'Oise.

### Intercommunalité
Marquéglise est membre de la communauté de communes du Pays des Sources, un établissement public de coopération intercommunale (EPCI) à fiscalité propre créé en 1997 et auquel la commune a transféré un certain nombre de ses compétences, dans les conditions déterminées par le code général des collectivités territoriales.

### Liste des maires
| Période                                  | Période                        | Identité        | Étiquette | Qualité                       |
| ---------------------------------------- | ------------------------------ | --------------- | --------- | ----------------------------- |
| Les données manquantes sont à compléter. |                                |                 |           |                               |
|                                          |                                |                 |           |                               |
| mars 2001                                | mai 2020                       | Denis Mallet    |           | Président du SIRS ( ? → 2020) |
| mai 2020                                 | En cours (au 11 décembre 2024) | Guillaume Pinel |           |                               |

## Population et société

### Démographie

#### Évolution démographique
L'évolution du nombre d'habitants est connue à travers les recensements de la population effectués dans la commune depuis 1793. Pour les communes de moins de 10 000 habitants, une enquête de recensement portant sur toute la population est réalisée tous les cinq ans, les populations de référence des années intermédiaires étant quant à elles estimées par interpolation ou extrapolation. Pour la commune, le premier recensement exhaustif entrant dans le cadre du nouveau dispositif a été réalisé en 2008.

En 2022, la commune comptait 481 habitants, en évolution de −4,56 % par rapport à 2016 (Oise : +0,87 %, France hors Mayotte : +2,11 %).
| 1793 | 1800 | 1806 | 1821 | 1831 | 1836 | 1841 | 1846 | 1851 |
| ---- | ---- | ---- | ---- | ---- | ---- | ---- | ---- | ---- |
| 278  | 287  | 305  | 306  | 329  | 314  | 333  | 337  | 325  |

| 1856 | 1861 | 1866 | 1872 | 1876 | 1881 | 1886 | 1891 | 1896 |
| ---- | ---- | ---- | ---- | ---- | ---- | ---- | ---- | ---- |
| 314  | 310  | 302  | 297  | 287  | 292  | 296  | 285  | 262  |

| 1901 | 1906 | 1911 | 1921 | 1926 | 1931 | 1936 | 1946 | 1954 |
| ---- | ---- | ---- | ---- | ---- | ---- | ---- | ---- | ---- |
| 233  | 250  | 248  | 263  | 262  | 252  | 245  | 248  | 281  |

| 1962 | 1968 | 1975 | 1982 | 1990 | 1999 | 2006 | 2008 | 2013 |
| ---- | ---- | ---- | ---- | ---- | ---- | ---- | ---- | ---- |
| 277  | 280  | 327  | 298  | 303  | 331  | 371  | 383  | 500  |

| 2018 | 2022 | - | - | - | - | - | - | - |
| ---- | ---- | - | - | - | - | - | - | - |
| 478  | 481  | - | - | - | - | - | - | - |

#### Pyramide des âges
La population de la commune est relativement jeune.
En 2018, le taux de personnes d'un âge inférieur à 30 ans s'élève à 37,2 %, soit en dessous de la moyenne départementale (37,3 %). À l'inverse, le taux de personnes d'âge supérieur à 60 ans est de 19,0 % la même année, alors qu'il est de 22,8 % au niveau départemental.
En 2018, la commune comptait 240 hommes pour 238 femmes, soit un taux de 50,21 % d'hommes, légèrement supérieur au taux départemental (48,89 %).
Les pyramides des âges de la commune et du département s'établissent comme suit.
| Hommes | Classe d’âge | Femmes |
| ------ | ------------ | ------ |
| 0,0    | 90 ou +      | 0,0    |
| 4,6    | 75-89 ans    | 5,9    |
| 13,8   | 60-74 ans    | 13,9   |
| 22,9   | 45-59 ans    | 21,0   |
| 21,3   | 30-44 ans    | 22,3   |
| 13,3   | 15-29 ans    | 15,1   |
| 24,2   | 0-14 ans     | 21,8   |

| Hommes | Classe d’âge | Femmes |
| ------ | ------------ | ------ |
| 0,5    | 90 ou +      | 1,4    |
| 5,5    | 75-89 ans    | 7,6    |
| 15,6   | 60-74 ans    | 16,3   |
| 20,8   | 45-59 ans    | 20     |
| 19,4   | 30-44 ans    | 19,4   |
| 17,6   | 15-29 ans    | 16,2   |
| 20,6   | 0-14 ans     | 19,1   |

## Culture locale et patrimoine

### Lieux et monuments

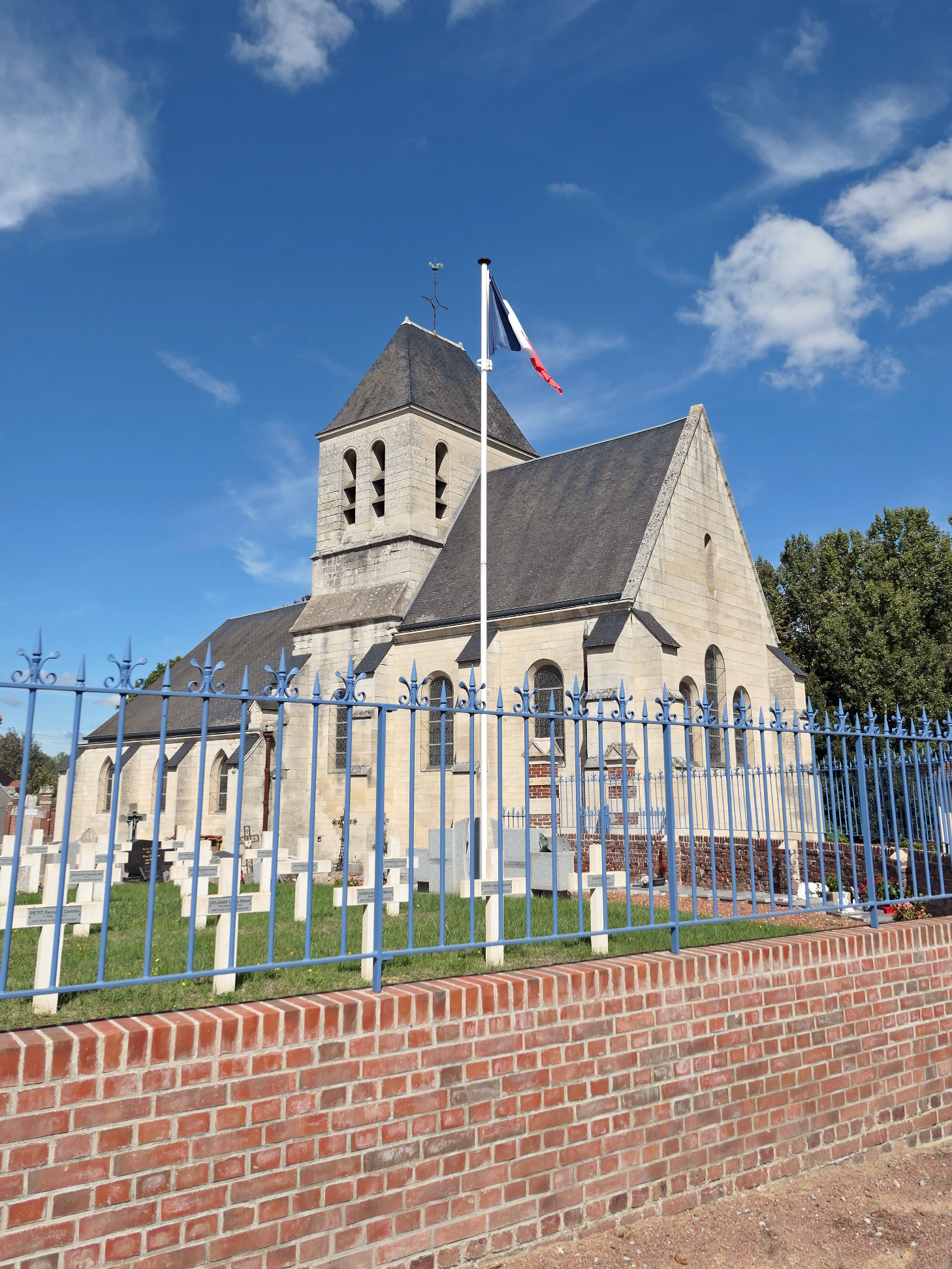
L'église Saint-Pierre.

- L'église, sous le vocable de Saint-Pierre, a été endommagée le 9 juin 1918 et reconstruite à l'identique en 1922[19].
- Calvaire du XVIe siècle, dans le cimetière, dont l’une des faces représente la sainte Vierge[19].
- La villa des Vivrets, édifiée au XIXe siècle à  l’emplacement de l’ancien pavillon de chasse du château de Marquéglise, utilisée désormais par un centre de formation spécialisé dans le domaine de la sécurité[19].
- Jardin des Haras les Vivrets, aménagé au XIXe siècle[29].
- Monument aux morts, réalisé par Marcel Pierre et qui  représente  la France sous le trait d’une femme qui repose sur un socle orné de quatre scènes de temps de guerre[19].

### Personnalités liées à la commune
- Marcel Pierre (1897-1969), sculpteur, a réalisé le monument aux morts de la commune, un calvaire et a restauré la croix hosannière du cimetière[30],[31].

### Héraldique
| Blason de Marquéglise | Blason  | De gueules à une fleur de lys d'or.              |
| Blason de Marquéglise | Détails | Le statut officiel du blason reste à déterminer. |

## Pour approfondir